# 黄河厂水库
黄河厂水库是中国湖北省黄冈市蕲春县境内的一座水库，位于赤东湖雷溪河上，建于1960年。水库正常库容为1078万立方米，集雨面积为9.8平方千米，海拔为88米。